# Vizianagaram (district)
Vizianagaram is een district in de Indiase staat Andhra Pradesh. De hoofdstad is Vizianagaram en het district had 1.930.811 inwoners bij de census van 2011.

## Bevolking
De afgelopen eeuw is de bevolking van het district Vizianagram continu gestegen, maar in een langzamer tempo vergeleken met de rest van India. De grootste plaats is de stad Vizianagaram (228.720 inwoners in 2011), gevolgd door Bobbili (56.819 inwoners).
| Bevolking | 929.913 | 976.938 | 987.532 | 1.085.952 | 1.198.241 | 1.306.389 | 1.411.055 | 1.589.558 | 1.804.196 | 2.110.943 | 2.249.254 | 2.344.474 |

## Bestuurlijke indeling
Vizianagaram is onderverdeeld in 28 mandals.